# Боркі (Остроленцький повіт)
Боркі (пол. Borki) — село в Польщі, у гміні Ґоворово Остроленцького повіту Мазовецького воєводства.
Населення — 135 осіб (2011).
У 1975-1998 роках село належало до Остроленцького воєводства.

## Демографія
Демографічна структура станом на 31 березня 2011 року:
|          | Загалом | Допрацездатний вік | Працездатний вік | Постпрацездатний вік |
| -------- | ------- | ------------------ | ---------------- | -------------------- |
| Чоловіки | 77      | 22                 | 45               | 10                   |
| Жінки    | 58      | 10                 | 28               | 20                   |
| Разом    | 135     | 32                 | 73               | 30                   |